# Željko Ivanković
Željko Ivanković, född 29 augusti 1954 i Vareš, Bosnien och Hercegovina (dåvarande Jugoslavien), är en bosnienkroatisk författare, poet, översättare och publicist.